# Halszka Osmólska
Halszka Osmólska (ur. 15 września 1930 w Poznaniu, zm. 31 marca 2008) – polska paleontolog, profesor, specjalizująca się w badaniach dinozaurów i pierwotnych krokodyli.

## Życiorys
Studia biologiczne rozpoczęła na Wydziale Biologii i Nauk o Ziemi Uniwersytetu Poznańskiego w 1949, w 1952 przeniosła się na biologię Uniwersytetu Warszawskiego, który ukończyła w 1955. Tamże obroniła doktorat w 1962. Od 1955 pracowała w warszawskim Instytucie Paleobiologii PAN (do 1990 pod nazwą Zakład Paleobiologii PAN). W latach 1983–1988 była jego dyrektorką.
W początkach swojej kariery badała trylobity górnego dewonu i dolnego karbonu z rejonu świętokrzyskiego, ale także z innych rejonów Europy i Azji. W latach 1965–1970 była uczestniczką serii wypraw Polsko-Mongolskiej Ekspedycji Paleontologicznej, które na pustyni Gobi dokonały odkryć szeregu nowych gatunków dinozaurów i pierwotnych ssaków z epoki późnej kredy. Badając mongolskie znaleziska ustanowiła szereg nowych gatunków dinozaurów (patrz lista na końcu hasła). Do najważniejszych jej osiągnięć należy wyjaśnienie wielu problemów budowy i taksonomii dinozaurów kaczodziobych oraz owiraptorów i odkrycie pierwszych azjatyckich dinozaurów grubogłowych oraz pierwszych na świecie krokodyli kredowych. Większość jej prac o mongolskich dinozaurach powstała we współpracy z Teresą Maryańską. Była jednym z redaktorów i autorów całościowej monografii o dinozaurach, wydanej w USA w 1990 i w 2004 i będącej jedną z najczęściej cytowanych prac z tej dziedziny. Była wieloletnim członkiem Polskiego Towarzystwa Geologicznego.
W 2003 odznaczona została Krzyżem Kawalerskim Orderu Odrodzenia Polski – 2003.

## Ustanowione przez H. Osmólskątaksonydinozaurów
Elmisaurus (i Elmisauridae) (1981), Hulsanpes (1982), Borogovia (1987), Bagaraatan (1996); z Maryańską, Homalocephale, Prenocephale, Tylocephale (i Pachycephalosauria) (1974), Bagaceratops (1975) i Barsboldia (1981); z Maryańską i Altangerel Perle, Goyocephale (1982); z Ewą Roniewicz, Deinocheirus (1967); z Roniewicz & Rinchenem Barsboldem, Gallimimus (1972); z Kurzanovem, Tochisaurus (1991); i z kilkoma współautorami Nomingia (2000).

## Eponimia
Na cześć Halszki Osmólskiej nazwano: rodzaj wczesnotriasowego archozauromorfa Osmolskina, rodzaj dromeozauryda Halszkaraptor oraz gatunki owiraptora (Citipati osmolskae), dromeozauryda (Velociraptor osmolskae) oraz zajęczaka z pliocenu Polski Prolagus osmolskae.  

## Wybrane publikacje
- H. Osmólska and E. Roniewicz (1970). Deinocheiridae, a new family of theropod dinosaurs. Palaeontologica Polonica 21:5–19.
- H. Osmólska, E. Roniewicz, and R. Barsbold (1972). A new dinosaur, Gallimimus bullatus n. gen., n. sp. (Ornithomimidae) from the Upper Cretaceous of Mongolia. Palaeontologia Polonica 27:103–143.
- H. Osmólska (1972). Preliminary note on a crocodilian from the Upper Cretaceous of Mongolia. Palaeontologia Polonica 27:43–47.
- T. Maryańska and H. Osmólska (1974). Pachycephalosauria, a new suborder of ornithischian dinosaurs. Palaeontologia Polonica 30:45–102.
- T. Maryańska and H. Osmólska (1975). Protoceratopsidae (Dinosauria) of Asia. Palaeontologica Polonica 33:133–181.
- H. Osmólska (1976). New light on the skull anatomy and systematic position of Oviraptor. Nature 262:683–684.
- H. Osmólska (1981). Coossified tarsometatarsi in theropod dinosaurs and their bearing on the problem of bird origins. Palaeontologica Polonica 42:79–95.
- T. Maryańska and H. Osmólska (1981). First lambeosaurine dinosaur from the Nemegt Formation, Upper Cretaceous, Mongolia. Acta Palaeontologica Polonica 26(3–1):243–255.
- T. Maryańska and H. Osmólska (1981). Cranial anatomy of Saurolophus angustirostris with comments on the Asian Hadrosauridae (Dinosauria). Palaeontologia Polonica 42:5–24.
- H. Osmólska (1982). Hulsanpes perlei n.g. n.sp. (Deinonychosauria, Saurischia, Dinosauria) from the Upper Cretaceous Barun Goyot Formation of Mongolia. Neues Jahrbuch für Geologie und Paläontologie Monatshefte 1982(7):440–448.
- A. Perle, T. Maryańska, and H. Osmólska (1982). Goyocephale lattimorei gen. et sp. n., a new flat-headed pachycephalosaur (Ornithischia, Dinosauria) from the Upper Cretaceous of Mongolia. Acta Palaeontologica Polonica 27(1–4):115–127.
- T. Maryańska and H. Osmólska (1984). Postcranial anatomy of Saurolophus angustirostris with comments on other hadrosaurs. Palaeontologia Polonica 46:119–141.
- T. Maryańska and H. Osmólska (1985). On ornithischian phylogeny. Acta Palaeontologica Polonica 30(3–4):137–149.
- H. Osmólska (1987). Borogovia gracilicrus gen. et sp. n., a new troodontid dinosaur from the Late Cretaceous of Mongolia. Acta Palaeontologica Polonica 32(1–2):133–150.
- R. Barsbold, H. Osmólska, and S.M. Kurzanov (1987). On a new troodontid (Dinosauria, Theropoda) from the Early Cretaceous of Mongolia. Acta Palaeontologica Polonica 32(1–2):121–132.
- S. M. Kurzanov and H. Osmólska (1991). Tochisaurus nemegtensis gen. et sp. n., a new troodontid dinosaur (Dinosauria, Theropoda) from Mongolia. Acta Palaeontologica Polonica 36(1):69–76.
- H. Osmólska (1996). An unusual theropod dinosaur from the Late Cretaceous Nemegt Formation of Mongolia. Acta Palaeontologica Polonica 41(1):1-38.
- R. Barsbold and H. Osmólska (1999). The skull of Velociraptor (Theropoda) from the Late Cretaceous of Mongolia. Acta Palaeontologica Polonica 44(2):189-219.
- R. Barsbold, H. Osmólska, M. Watabe, P.J. Currie, and K. Tsogtbaatar (2000). A new oviraptorosaur (Dinosauria, Theropoda) from Mongolia: the first dinosaur with a pygostyle. Acta Palaeontologica Polonica 45(2):97–106.
- T. Maryańska, H. Osmólska, and M. Wolsan (2002). Avialan status for Oviraptorosauria. Acta Palaeontologica Polonica 47(1):97–116.
- H. Osmólska, P.J. Currie, and R. Barsbold (2004). Oviraptorosauria. In: D.B. Weishampel, P. Dodson, and H. Osmólska (eds.), The Dinosauria (second edition). University of California Press, Berkeley 165–183.